# ريتونافير
ريتونافير (بالإنجليزية: Ritonavir)‏ هو دواء مضاد لفيروس نقص المناعة البشرية (HIV) ينتمي إلى عائلة مثبطات البروتياز في الإيدز (الادوية المثبطة لانزيم بروتاز)(Potease). ويتم استعماله تزامنا مع دواءلوبينافير (Lopinavir).

## الأستعمالات
يعمل الريتونافير على مكافحة فيروس نقص المناعة الكتسب)، ويستخدم الدواء للمصابين بمرض الإيدز والبالغين منهم بجرعات تقدر بحوالي 100الى 400 ملغ/ في اليوم تعطى عن طريق الفم على شكل دفعة أو دفعتين كداعم لمثبطات البروتياز الأخرى.
ويمكن أن تكون الجرعة الأولى للبالغين بمقدار حوالي 300 ملغ، ثم تزاد بمقدار 100 ملغ مرتين باليوم كل يومين أو ثلاثة أيام وصولاً إلى جرعة نهائية قصوى مقدرها 600 ملغ عن. أما عند الأطفال، يعطى هذا الدواء في الجرعة الاولية بمقدار 250 ملغ/م2 عن طريق الفم مرتين باليوم، ثم يتم زيادة الجرعة بحوالي 50 ملغ/م2 مرتين باليوم في كل يومين إلى ثلاثة أيام وصولاً إلى جرعة نهائية مقدرها 400 ملغ.

## الية عمل الدواء
الية عمل هذا الدواء تكون في منع إنتاج فيروسات جديدة من خلايا T التي اصيبت بالفيروس. والمركبان اللذان يتكون منهما هذا الدواء وظيفتهما هي تثبيط عمل انزيم البروتاز. وإضافة إلى ذلك، يقوم الريتنوفير بتثبيط عملية تحليل اللوبينافير في الكبد وهكذا يزيد من زمن فعاليته ومن تاثيره أيضا. كما هو الحال مع الادوية الأخرى المضادة لفيروس الايدز، من اجل منع تطور أنواع فيروسية مقاومة للعلاج ومن اجل تعزيز فاعلية العلاج، يتم اعطاء هذا الدواء مدموجا مع ادوية أخرى مضادة لهذا الفيروس مثل لوبينافير.

## أثار جانبية
ان تناول اللوبينافير مع الريتونافير قد يسبب مرض السكري، في حال تناوله لفترة طويلة وبشكل متواصل، وكذلك قد يؤدي إلى ارتفاع نسبة الدهون في الدم وتغييرات في مخزونات الدهون في الجسم، وقد يضر بمستوى اداء الكبد ويسبب ارتفاع مستويات انزيمات الكبد.

## وصلات اضافية
- PubPK - Ritonavir pharmacokinetics
- Norvir (manufacturer's website)
- Ritonavir (patient information)
- Ritonavir bound to proteins in the PDB
- Norvir Prescribing Information

قالب:HIVpharm